# Пырялова, Евгения Григорьевна
Евгения Григорьевна Пырялова (24 декабря 1911 — 21 июня 1964, Ленинград) — советская актриса театра и кино.

## Биография
В 1931 году окончила киноотделение Ленинградского техникума сценических искусств (мастерская Л. З. Трауберга).
В 1930—1940 годах работала актрисой Ленинградской кинофабрики «Совкино» (с 1934 — «Ленфильм»).
В конце 1940-х — начале 1950-х годов — актриса драматического театра Балтийского флота.
Снималась в кино.

## Избранная фильмография
- 1939 — Наездник из Кабарды — учительница (нет в титрах)
- 1935 — Сокровище погибшего корабля — Таня Ткаченко, возлюбленная Панова
- 1934 — Наследный принц Республики — Наташа
- 1934 — На Луну с пересадкой — Наташа, лётчица
- 1933 — Частный случай — Галька
- 1932 — Тайна Кара-Тау — Женя Мальцева
- 1932 — Лес
- 1932 — Ищу протекции — Гущина
- 1931 — Секрет (короткометражный) — Саша Груздева
- 1931 — На этом свете — Тася
- 1931 — Капля нефти (короткометражный) — студентка химкомбината (нет в титрах)
- 1931 — Златые горы — барышня у ворот завода (нет в титрах)
- 1930 — Наши девушки — комсомолка

Похоронена на Шуваловском кладбище в Санкт-Петербурге.